# Trichopria bitensis
Trichopria bitensis is een vliesvleugelig insect uit de familie van de Diapriidae. De wetenschappelijke naam van de soort is voor het eerst geldig gepubliceerd in 1975 door Dessart.